# 에디 코크런
레이 에드워드 코크런(영어: Ray Edward Cochran, 1938년 10월 3일 ~ 1960년 4월 17일)은 미국의 로큰롤 음악가이다.
코크런의 대표곡이라고 할 수 있는 〈Twenty Flight Rock〉, 〈Summertime Blues〉, 〈C'mon Everybody〉, 〈Somethin' Else〉는 1950년대 중엽-60년대 초엽의 청소년의 불만과 욕구를 포착해낸 작품들이다. 초기의 싱글에서부터 벌써 멀티트랙 녹음, 디스토션 수법, 오버더빙 따위를 활용했다. 또한 기타, 피아노, 베이스, 드럼 연주가 가능한 멀티플레이어였다. 샤프한 차림과 매력적인 젊은이라는 성격은 1950년대 로커의 본보기로서 그를 상징적 입지에 올려놓았다.
어린 나이에 음악을 접했으며 학교 밴드에서 연주하였고 블루스 기타를 독학하였다. 1954년 행크 코크런(혈연관계 아님)과 듀엣을 결성하였으나 작곡가 커리어를 시작하기 위해 이듬해 해산한다. 첫 히트곡은 제인 맨스필드가 주연한 《더 걸 캔트 헬프 잇》에서 공연한 〈Twenty Flight Rock〉이었다. 이후 리버티 레코드와 녹음계약을 맺고 〈Sittin' in the Balcony〉를 녹음, 빌보드 차트 18위를 달성한다.
1960년 4월의 영국 투어 와중 윌트셔주 치프넘에서의 교통사고로 인하여 21세의 나이에 요절하였다. 마지막 공연장소는 브리스톨 히포드롬였다. 1987년 로큰롤 명예의 전당에 헌액되었다. 지금까지 수많은 음악인들에 의해 그의 곡은 녹음되었다.

## 어린 시절
에디 코크런은 미네소타주 앨버트 리의 네이브 병원(Naeve Hospital)에서 출생하였다. 부친 프랭크 코크런은 오클라호마시에서 공장기계운전사로 일하였으나 경제공황, 가뭄, 모래폭풍 등의 악영향을 피하고자 미네소타주에서 650 마일 정도 떨어진 소도시 앨버트 리로 이주하였다. 1938년 코크런 일가는 그곳으로 이주하였으며 코크런의 맏형 빌을 제외한 전가족이 한지붕 아래 살았다.
코크런 집안은 그다지 리듬에 대한 재주가 없었던지라 코크런의 옹알이나 손벽 마주치기는 그 자체로 가족에게 있어 큰 참신함이었다. 성장한 코크런은 램지 초등학교(Ramsey Elementary)에 입학하였다. 프랭크 코크런은 그즈음 육류공장을 그만두고 낙농사업에 필요한 기계를 제작하는 회사인 올센스(Olsens)라는 곳에 취직하였다. 코크런은 집안일을 거들지 않을 때면 부친의 직장 바로 옆에 있던 유니온 퍼시픽 레일로드의 선로에서 뛰어놀곤 했다. 어린 코크런은 개울에서 물고기 잡기, 수영하기를 즐겼다. 날씨가 추워지자 집안에서 놀 수밖에 없게 된 코크런은 자신의 관심을 미해병대에 입대하여 형 빌이 남겨두고 간 케이 아치톱 통기타로 옮겼다. 이 기타는 깁슨의 싸구려판이라고 할 수 있는 것으로서 또래들이 봉제완구를 갖고 놀 동안 코크런은 이 기타에 애정을 쏟았다. 중등학교에 입학하고 코크런은 학교 악단에 참여할 기회를 얻게 되었다. 그러나 트롬본이나 클라리넷을 부는 일에 코크런은 전혀 흥미를 느끼지 못했다.
1951년 부친이 다시금 직장을 옮겨 원래 직업이던 차량정비공이 되었다. 제대한 형 빌은 자신이 최근에 부동산을 사들인 캘리포니아주 벨 가든(Bell Gardens)이라는 곳의 해안으로 집을 옮길 것을 가족에 제안하였다. 빌을 제외한 코크런의 모든 형제자매들은 앨버트 리에 정착한 상황이었다. 빌과 그 아내가 임시숙소를 제공해준다는 말을 믿고 코크런을 비롯한 3인은 1,175 마일의 여정을 시작했다. 코크런과 아내와 벨 가든에 도착한 직후 부친은 기계공으로 계약하였다.
1953년 코크런은 벨 가든 중등학교에 다니게 되었다. 코크런은 그곳에서 콘라드 스미스(Conrad Smith)라는 다재다능한 학생을 만나 친구가 되었다. 몇 달인가 일찍 콘라드가 태어나 나이가 다르다는 것 빼곤 둘이는 그렇게 다른 게 없었다. 둘이는 컨트리 음악에 대한 사랑과 그에 따른 자유분방한 삶을 공유하였다. 스미스는 코니 스미스(Connie Smith)라는 별칭으로 불리며 학교의 오케스트라에서 업라이트 베이스를 연주하고 스틸 기타와 만돌린의 연주에 능했다. 이에 코크런은 기타를 본격적으로 잡기 시작하였다. 부분적으로는 어울릴 친구가 사라진 새로운 환경에서의 보상심리 같은 마음에서였다. 그 밖에도 벨 가든 뮤직 센터에서 기타 줄과 엄지 피크를 구입하면서 알게 된 상냥한 점장 버트 키더(Bert Keither)를 통해 많은 프로 연주자들과 어울리게 되었다.
1953년 여름 찰스 '척' 포먼(Charles 'Chuck' Foreman)이라는 사람과 만나게 되면서 오디오의 세계에 대한 코크런의 관심은 폭증하였다. 코크런보다 5살 손위이던 척은 전형적인 새것 마니아로서 2 트랙 앰프로(Ampro) 마그네틱 녹음기를 소유하고 있었는데 코크런은 이에 그를 무척 존경하게 되었다. 둘이는 자신들의 장난삼아 하는 연주를 녹음하는 데 맛을 들였다. 벨플라워 근처에 있던 척의 집에서 둘이는 녹음기를 설치해놓고 마이크로폰과 원시적인 오버더빙 장비를 통하여 노닥거리고는 하였다. 이때의 녹음은 살아남아 에디 코크런 최초의 녹음으로 아직껏 남아 있다. 이때쯤이면 코크런은 자신의 케이 통기타를 마틴 통기타로 바꾸고 컷어웨이 깁슨 L-4CN도 손에 넣는다.

## 음악 커리어

### 코크런 브라더스

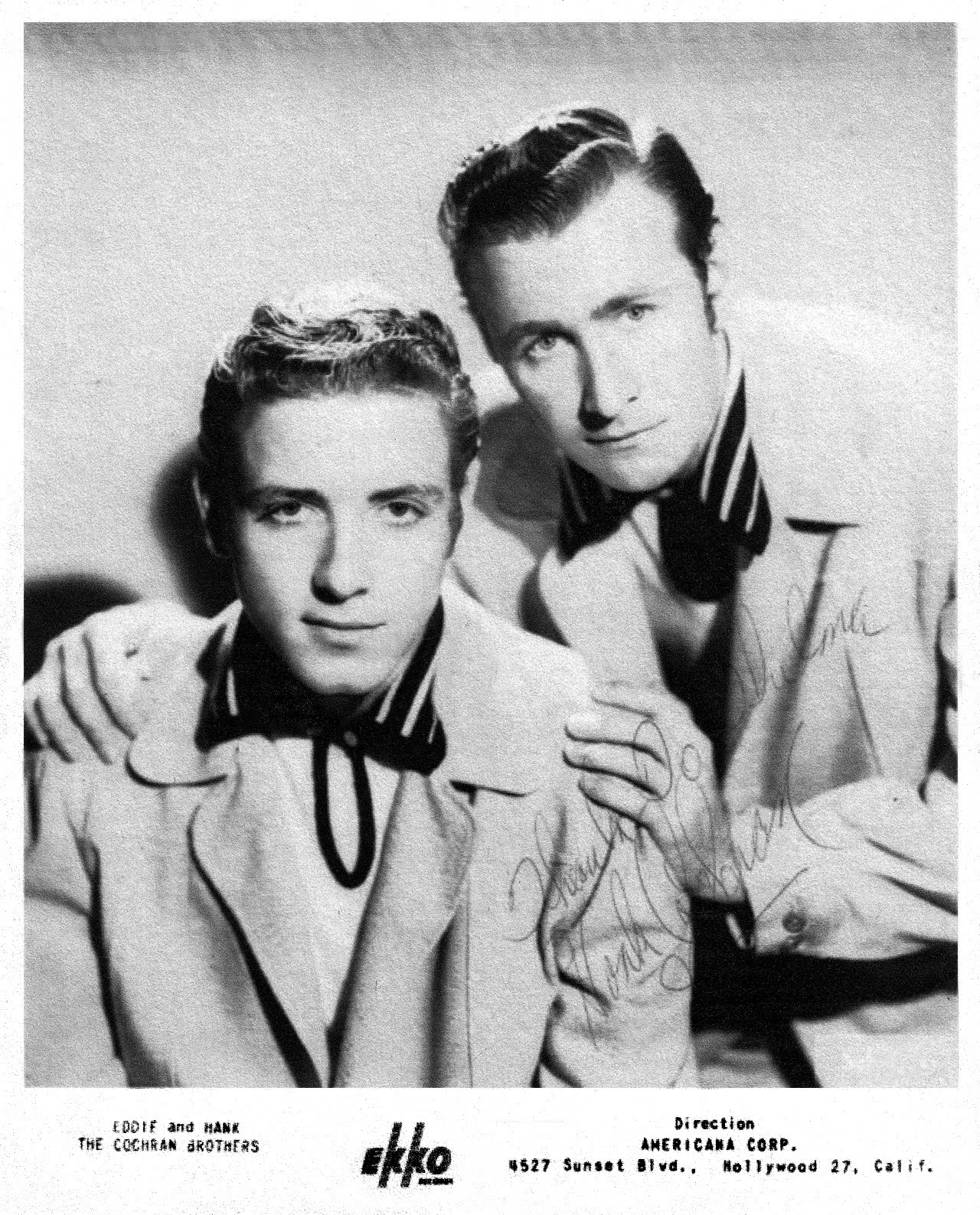
1955년의 코크런 브라더스

코크런은 아직 잘 몰랐지만 현지의 음악 커뮤니티에 그저 자신을 위치시키는 것만으로도 코크런은 자신의 미래를 개척하고 있었다. 1952년 10월 코크런은 미국재향군인회 클럽에 발을 들였다. 로버트 불(Robert Bull)이야말로 코크런 인생에서 큰 부분을 차지하는 인물일 것이다. 밥 덴튼(Bob Denton)이라는 예명으로서 가수 겸 기타리스트를 하고 있던 그는 이날 코크런을 만나게 되었다. 에디는 게스트 자리를 맡아보기 위해 덴튼을 구슬려보려고 했다. 둘이가 이야기를 나누던 와중 행크 코크런이라는 사람의 이름이 튀어나왔다. 덴튼은 즉시 코크런과 행크가 팀을 짜줬으면 한다고 제안했다.
행크 코크런은 본명은 갈랜드 페리 코크런으로 고아원에서 자라 유전에서 일하다 서쪽으로 이주하여 로스앤젤레스의 시어 앤드 로벅 통신판매 빌딩에서 일하던 사람으로, 그같은 배경으로 하여 컨트리 노래를 작곡하던 블루 칼라였다. 자신의 공연을 발전시키려는 생각은 있었지만 그러려면 누군가 자신과 생각과 음악적 방향을 공유할 수 있는 사람이 필요했다. 그것이 에디 코크런이었다.
행크와 에디 코크런은 서로 만나 둘이가 함께 일할 수 있는가를 확인해보았다. 그리고 회명을 코크런 브라더스라고 이름지었다. 이들의 체격이 다르다는 사실은 그렇게 중요하지 않았다. 무대의상을 똑같이 맞추고 조심스럽게 뒤섞은 하모니는 이들의 묘책을 보다 설득력있게 만들었다. 발이 넓던 클리피 스톤을 매니저로 삼은 이후 공연은 재빠르게 잡혔고 수익은 더한층 늘어났다. 테네시 어니 포드와 홍보인 스티브 스테빈스와 더불어 연예기획사 아메리카나 뮤직을 소유하고 있던 스톤은 코크런과 행크를 주벌리 볼룸이라는 곳에 첫 공연을 잡았다. 아울러 스톤은 현지의 TV와 라디오 방송에도 둘이를 내보냈다. 기획력 발군의 스티브 스테빈스는 둘이의 첫 음반계약에 큰 도움을 주었다.
1955년 봄 척 매튜(Chuck Matthews)라는 업계에서 경력 많은 사람이 코크런 브라더스를 세련되게 만들고자 일에 착수했다. 독립음반사 엑코에서 A&R로도 활동하는 사람이었는데 매튜는 코크런 브라더스를 죽을 때까지 굴린 뒤에야 둘이가 계약할 가치가 있는 자들임을 깨달았다. 1955년 5월 코크런 브라더스는 음반사에서 처음이 되는 녹음을 개시한다. 선정된 곡은 〈Mr. Fiddle〉과 〈Two Blue Singin' Stars〉.

### 컨트리에서 로큰롤으로
몇 달이 지나는 동안 세계가 송두리째 변했다. 엘비스 프레슬리가 나타난 것이다. 1955년 가을의 드라마틱한 대변동을 음반사들은 대번에 알아차릴 수 있었다. 그즈음 텍사스에서 짧은 투어를 돌던 코크런 브라더스는 한시반시에 급격한 변화를 이루어냈다. 로큰롤 노래를 녹음하는 것이 힐빌리 발라드로써 심금을 울리는 것보다 더 성공할 수 있는 길임이 명확해졌다.
코크런보다 머리가 굳은 행크가 볼멘소리를 말하기도 전에 제리 닐 케이프하트라는 사람이 나타나 코크런의 탈바꿈에 이바지하였다. 케이프하트는 미주리주 출신으로 로즈메리 클루니의 히트곡 〈Beautiful Brown Eyes〉의 작곡가 크레디트를 속임수를 써서 손에 넣어 돈을 만져본 적이 있는 사람이었다. 1955년 10월, 케이프하트와 코크런의 만남은 또다시 키더의 음악 센터에서 이루어졌다. 케이프하트가 중요하게 생각한 것은 코크런이 과연 자신이 작곡한 곡을 어떻게 소화할 것인가였다. 비용효율성의 문제에서 데모의 녹음은 뮤직 센터의 뒤편에서 이루어졌다. 에디와 보낸 잠깐의 시간 동안 케이프하트의 전망에 밝은 불이 켜졌다. 케이프하트는 코크런 브라더스를 자신의 임시 배킹 밴드로 고용하는 것과 이들의 커리어의 홍보를 약속하였다.
1955년이 끝날 무렵 케이프하트는 코크런 브라더스에 대한 엑코의 지원이 부족한 것을 느꼈다. 그리하여 척 매튜와 함께 대부분의 시간을 음반사의 멤피스 지사로 가서 둘이를 대신하여 관리인 노릇을 맡았다. 아울러 코크런은 케이프하트를 통해 실베스터 크로스(Sylvester Cross)라는 출판회사 아메리칸 뮤직을 운영하는 사람을 소개받게 되었다.
KOVR-TV가 방송하는 그랜드 올 오프리 스타일의 더 캘리포니아 헤이라이드에 게스트로서 출연했을 때였다. 그곳에서 둘이는 관객의 극단적 변화를 마주하게 되었다. 사인받기에 미친 사람이 무대의 문을 두드려대고 사춘기 소녀들은 객석에서 소리를 질러젖혀댔다. 코크런은 이같은 변화를 달갑게 받아들였으나 행크는 그러지 않았다. 로스앤젤레스로 돌아간 코크런은 컨트리 노래를 부르기를 거부했고 반대로 행크는 제리 케이프하트의 로큰롤을 취입하기를 거부했다. 1956년 2월, 코크런은 할리우드 멜로즈가에 위치한 캐피틀 스튜디오에 방문, 케이프하트의 〈Rockin' And Flyin'〉를 취입하였다. 아직 진 빈센트나 토미 샌즈 등이 캐피틀과 계약하기 전이라 캐피틀 측에서 코크런을 어째서 잡지 않았는가는 미스터리로 남아 있다.
1956년 아메리칸 뮤직은 케이프하트와 코크런 브라더스의 데모 제작을 위해 녹음실을 예약하였다. 실베스터 크로스는 자신이 너무 오랫동안 구식 노래들을 붙잡고 있었다 생각하여 자신의 두 수석작곡가 레이 스탠리, 데일 피츠시몬스를 동원하여 변화하는 음악풍조를 반영하는 곡을 쓸 것을 명령하였다. 그 둘은 청소년들의 어휘를 분석하고 나서 〈Latch On〉이라는 곡을 작곡해냈다. 이 노래는 확실히 로큰롤의 분위기를 띠고 있는 것으로서, 에디 코크런을 제외하면 녹음실의 다른 음악인들은 로큰롤이라는 장르에 대하여 전혀 생소했기에 최소 3번 이상의 시행착오를 겪고서 녹음되었다. 아울러 당시 유행하던 색상과 옷에 실마리를 얻어 〈Pink-Peg Slacks〉를 뚝딱 지어내기도 하였다.

### 홀로서기
행크 코크런과 에디 코크런의 이별은 완만했지만 동시에 불가피하였다. 〈Tired And Sleepy〉가 발표된 지 얼마 되지 않아서 음악적 차이가 현저해졌다. 또한 여행, 재정적 불확실성, 자신의 아내로부터 받는 압박 등이 동시에 작용하였다. 샌프란시스코 주변에서 쏠쏠하게 활동하던 행크는 캘리포니아 헤이라이드의 출연자들과 더불어 북쪽에 자리를 잡았다. 그러나 막 무언가 해보려던 때 징집 영장이 날아와 군에 끌려가게 되었다. 다행히도 몬터레이에서 그다지 떨어지지 않은 포트 오드(Fort Ord)에 주둔하게 되어 행크는 여건이 될 때마다 자신의 작곡을 피로하는 것이 가능했다.
한편 할리우드에서 제리 케이프하트는 에디 코크런의 다음 움직임을 그리고 있었다. 행크와 척 매튜와 작별한 케이프하트는 짭짤한 수익을 낼 커다란 녹음계약을 맺기로 마음을 굳힌다. 처음에 문을 두드린 곳은 크레스트였다. 초창기 로큰롤 히트곡은 신인이 또다른 로큰롤에서 이것저것 따와 짓는 것이 일반적이었으며, 그 주제는 옷이나 자동차 심지어 악어나 거식증까지를 아울렀다. 이런 과정을 통하여 〈Skinny Jim〉이 만들어졌다. 코크런과 케이프하트가 공동작곡한 이 곡은 리틀 리처드의 〈Long Tall Sally〉에 대한 앤서 송으로 기획하였으며 녹음도 〈Long Tall Sally〉가 녹음된 곳과 같은 마스터 레코더에서 이루어졌다. 여느 음악인이 그래왔듯이 코크런은 음반의 레이블에 기록된 자신의 이름을 보고 무척 뿌듯해했다. 증정용 싱글이 7월 초 발송되었고 그 반응은 대체로 좋았다. 다만 문제는 크레스트의 배급망이 형편없는 수준이라 현지 기반적인 판매만 이루어졌고 계획해놓은 홍보 캠페인은 성사되지 못했다. 한 가지 특기할 사실로 B면에 수록된 발라드 〈Half Loved〉는 RCA의 스티브 숄스의 관심을 끌어 여러 음악인에 의해 커버되었다.
〈Skinny Jim〉에 대한 크레스트의 관심부족은 케이프하트를 전혀 당황시키지 못했다. 오히려 그는 리버티의 사이먼 워론커에 싱글을 비롯하여 네 개의 커버곡을 들고 갔을 때 들뜬 모습이었다. 당시 모든 음반사가 자신들의 엘비스 프레슬리를 찾아헤매던 형국임을 잘 알던 케이프하트는 자신있게 코크런을 소개했고 계약을 성공시켰다. 행운은 여기서 끝이 아니었다. 몇 주 후 코크런은 독립영화 제작자 보리스 페트로프를 위해 배경음악을 녹음하러 갔을 때 20세기 폭스의 뮤지컬 영화 《도 레 미》의 카메오 역을 맡아달라는 주문을 받았다. 당초 코크런은 이 제안을 시큰둥히 받아들였으나 이튿날 페트로프에게 사운드트랙을 녹음해달라는 요청이 들어오자 코크런은 그 남자가 이 일을 진지하게 생각하고 있음을 깨달았다.
오래된 힐빌리 노블티를 기반으로 쓰여진 〈Twenty Flight Rock〉은 당시 약관 26세의 시인 겸 작사가 넬다 '서니' 페어차일드의 작품이었다. 그녀의 언니되는 티나와 함께 타운 홀 파티에서 컨트리 듀오 서던 벨스(Southern Belles)를 조직하여 공연하였으며 그곳에서 멀 트레비스를 만나 동요를 작곡, 대부분을 아메리칸에서 출판하였다. 이 노래에는 코크런과 코니 스미스가 참여한 것 외에도 케이프하트가 판지상자를 두드려가며 사실상의 드러머를 맡았다.
1956년 8월, 코크런은 센추리시티의 사운드 스테이지에서 《도 레 미》의 촬영을 진행하였다. 이 영화에서 본인 역에 본인이 출연한 피터 포터의 소개를 받아 코크런은 엘비스 프레슬리로 분장하여 출연한다. 여기서 코크런은 프레슬리처럼 보이기 위해 가짜 구레나룻를 붙이고 아이라이너로 화장하고 어깨패드까지 착용했다. 10월 말, 이 영화에서 같이 게스트로서 출연하는 리틀 리처드가 영화의 타이틀곡을 녹음하면서 영화의 이름은 《더 걸 캔트 헬프 잇》으로 변경되었다. 이 영화는 전세계적으로 대박을 쳤으며 코크런은 고작 6개월만에 일약 스타로 발돋움하였다. 스타가 된 코크런은 자신의 새로운 출연계약대행사 GAC를 통해 오브리 쉔크라는 90분짜리 멜로드라마를 3주만에 뚝딱 찍어내는 감독의 영화에 출연하게 되었다. 1956년 12월, 캘리포니아 베이커스필드에서 2주만에 촬영을 끝낸 그 영화 《언테임드 유스》에서 코크런은 봉(Bong)이라는 등장인물로 분하였다. 이 영화에서 코크런은 대사를 받았으며 노래 〈Cotton Picker〉를 공연한다.

### 〈Sittin' in the Balcony〉

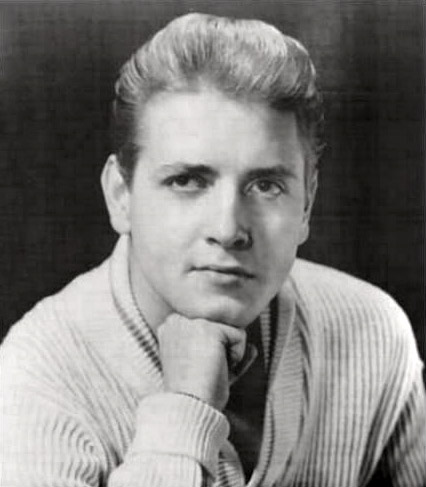
1957년 리버티 레코드의 홍보용 사진에서

리버티에서 처음으로 코크런의 목소리를 담은 노래를 발표한 것은 의외로 코크런 자신의 노래가 아니라 〈I Want Elvis For Christmas〉라는 엘비스 프레슬리에 대한 패러디 음반이다.
1956년 12월, 《더 걸 캔트 헬프 잇》이 서부해안에서 첫 선을 보였으나, 그것이 뉴욕에서 상영되기까지는 두 달이 더 걸릴 예정이었다. 이에 워론커는 크리스마스 이전 발표하기로 한 〈Twenty Flight Rock〉 발표 계획을 무르고 새로운 전략을 세우기로 했다. 당시 많은 독립음반사들이 각 지방마다 활동하며 음반을 내고 있었는데 큰 음반사들이 이 음반사들의 곡들 중 좋은 게 있으면 낚아채서 재미를 보던 것이 통례가 되어 있었다. 노스캐롤라이나주 밖에서 조니 D. 루더밀크(조니 디라는 필명 하에 지었다)의 〈Sittin' in the Balcony〉를 발표하지 않고 있던 콜로니얼 레코드의 상황을 지켜보던 리버티에서 선수를 빼앗았다. 코크런은 이 노래를 녹음하는 데에 이상하리만큼 열광적으로 참여하였으며 조니 만 싱어스(Johnny Mann Singers)가 동원되어 1월경에 녹음을 진행하였다. 콜로니얼에서 발표한 조니 디의 버전은 차트 진입에 성공하였으나 코크런 버전의 노래가 톱 20의 대히트를 기록하며 차트 경쟁에서 우승하였다. 코크런에게 〈Sittin' in the Balcony〉의 히트는 전혀 의외의 일이었다. "첫 녹음 세션이 끝나고 노랫소리를 들어보았습니다. 〈Sittin' in the Balcony〉를 취입했는데, 전혀 마음에 들지 않더군요. 백만 장이 팔렸다고 들었을 때 저야말로 가장 놀랐습니다."라고 NME 인터뷰에서 코크런은 말했다.
《언테임드 유스》의 촬영 와중 코크런은 꿍꿍이가 있는 지주 역을 맡은 배우 존 러셀과 친구가 되었다. 러셀은 작곡가가 되고자 하는 바람을 품고 있었는데 리버티에서의 후속 싱글에 대한 요구를 받은 코크런은 그와 팀을 짜서 〈One Kiss〉와 〈Sweetie Pie〉를 써냈다. 다만 〈One Kiss〉는 빼도박도 못하게 〈Sittin' in the Balcony〉의 표절이다. 여기에는 음반사의 중역들이 계속하여 히트 레코드를 내고 싶다는 욕심을 부려 노래를 쓰게 종용한 것이 아닌가 하는 추정이 존재한다. 5월 발표된 이 싱글은 폭삭 망했다.
1957년 5월, 코크런은 자신의 살아생전 처음이자 마지막 앨범 《Singin' to My Baby》를 취입하였다. 워론커가 나서 자신의 합창단 조니 만 싱어스를 동원하여 편성에 힘을 썼으나 전체적인 사운드는 공허하고 단조로웠다. 워론커의 입김에 코크런은 이 앨범에서 그다지 기를 펴지 못하고 있다. 앨범의 세션 와중에 〈Drive-In Show〉와 〈Am I Blue〉가 녹음되어 여름 싱글로 발표되었다.
1958년 1월 코크런은 일찍이 가수 겸 여배우 케이 시 존스(Kay Cee Jones)에 의해 녹음된 바 있던 〈Johnny, Johnny, Johnny〉에서 성별만을 바꿔 노래한 〈Jeannie, Jeannie, Jeannie〉를 녹음하였다. 코니 스미스가 업라이트를, 얼 팔머가 드럼을, 레이 존슨이 건반을 맡았다. 로스앤젤레스의 1류 사이드맨이던 팔머와 존슨은 로큰롤을 탁월하게 소화해냈다. 〈Pretty Girl〉에서는 더욱 발전한 모습을 보여주었다. 곡의 완성도와는 별개로 〈Jeannie, Jeannie, Jeannie〉의 차트 성적은 최고 94위로 낮았다. 〈Pretty Girl〉은 그해 6월 〈Teresa〉와 함께 발표되기 전까지 비밀에 부쳐졌다.

### 〈Summertime Blues〉
코크런의 다음 싱글은 베이커 나이트의 〈One Minute To One〉으로 예정되어 있었으나 코크런이 자신의 대표곡 〈Summertime Blues〉를 써내면서 계획은 틀어졌다. 베이커 나이트에 따르면 이 곡은 코크런이 주최한 파티에서 과음하여 숙취를 떨쳐내려 한 때에 탄생했다고 한다. 새로운 시대의 젊은이들이 그들을 둘러싼 책임들에 짓눌려 있다는 사실은 강력한 주제가 되어주었다. 당시 유머와 명백한 사실을 뒤섞은 노래는 메인스트림에서 일반적이지 않은 것이었다. 녹음에서 코크런은 자신이 최근에 마련한 최상품 마틴 기타를 이용했다. 에벌리 브라더스의 공연으로부터 배운 복잡한 기타 튜닝을 활용하기도 했다. 〈Summertime Blues〉를 통해 코크런은 로큰롤의 신기원을 이룩했다.

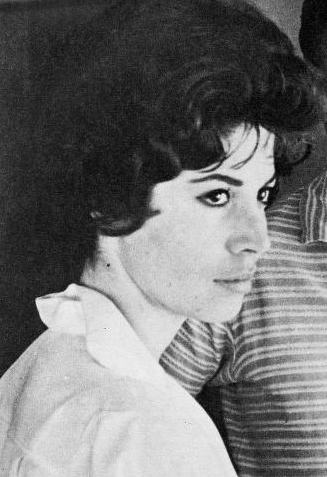
연인 샤론 실리

'더 비기스트 쇼 오브 스타스' 투어 와중 부루클린 파라마운트의 뒷무대에서 코크런은 필 에벌리를 통해 17세 여류작곡가 샤론 실리를 소개받았다. 그 이후로 몇 달이나 둘은 서로를 보지 못했으나 실리의 말에 따르면 코크런에게 한눈에 반해 둘이의 연애는 약속된 것이나 다름없었다고 한다. 이후 그녀의 작곡 〈Love Again〉을 케이프하트가 좋게 듣고 그녀의 매니저가 됨과 동시에 코크런에게 다음 싱글로 삼을 것을 의뢰하였다. 〈Love Again〉/〈Summertime Blues〉는 1958년 6월 11일 허겁지겁 발표되었다. 가장 먼저 〈Summertime Blues〉의 진가를 알아본 사람은 딕 비온디라는 뉴욕의 WBNY에서 활약하는 인기있는 디제이였다. 8월 전반에 걸쳐 〈Summertime Blues〉는 계속하여 방송되었으며 9월에는 핫 100에 진입, 16주 동안 차트에 머물렀으며 최고 순위는 8위였다.
코크런의 차기작 〈C'mon Everybody〉는 뜻밖의 행운이었다. 리버티에서는 10월 싱글이 발표됨과 동시에 텔레비전과 라디오를 동원한 홍보에 돌입하였다. 딕 클라크가 진행하는 《아메리칸 밴드스탠드》에서 1958년 11월 출연하였으며 코크런은 이 곡을 립싱크로 따라 불렀다. 클라크가 코크런을 선정한 것은 그가 로큰롤을 하면서도 결코 선을 넘는 짓을 하지 않는다는 사실이 주효했을 것이다. 시카고의 WJJD와 스크랜턴의 WARM의 도움에 힘입어 〈C'mon Everybody〉는 최고 35위를 달성했으며 영국에서는 최고 6위의 성적이었다.
1958년 12월, 앨런 프리드 주최의 '크리스마스 주벌리 오브 스타스'에 참여하였다. 그보다 2달 전에 프리드는 할 로치 스튜디오와 계약하여 두 편의 장편영화를 기획하였다. 프리드는 출연공연자를 직접 선정하였는데 여기에 코크런도 들어있었다. 이후 영화는 한 편만 찍는 것으로 변경되었고 영화의 제목은 《고, 조니 고》가 되었다. 코크런은 사운드트랙으로 〈Teenage Heaven〉과 〈I Remember〉를 녹음하였으며 두 곡 모두 카메라 앞에서 공연하였으나 후자는 후반편집 때 잘려나갔다.
1959년 여름 자동차 판매원을 하던 코크런의 형 밥과 연인 실리가 공동작곡한 〈Somethin' Else〉가 히트하여 최고 58위를 달성, 코크런의 이름을 널리 떨치게 만들었다. 같은 해, 케이프하트의 행보에 의하여 코크런과 그의 사이는 소원해지게 되었다. 코크런은 투어와 개인적인 출연으로 인하여 자신의 여유시간이 크게 줄었고 둘은 거의 서로를 보지 못했다. 코크런이 바삐 일하는 와중 케이프하트는 워론커에게 자신의 필요성을 역설하기에 바빴고 그 성과로서 리버티로부터 자회사 프리덤 레코드의 운영을 맡게 된다. 이즈음 코크런은 케이프하트의 말에 따르면 로큰롤이 지긋지긋해졌다고 한다. 어머니 앨리스 코크런은 "이게(영국 투어가) 끝나면 더 이상 투어를 떠나는 일은 없을 거예요."라고 한 말을 기억하고 있다.

### 영국 투어
1960년 1월 코크런과 진 빈센트는 영국에서의 장기체류 투어를 떠났다. 코크런은 영국행 전 없는 시간을 쪼개어 할리우드의 골드스타 스튜디오에서 녹음 세션을 진행하여 〈Three Steps To Heaven〉, 〈Cut Across Shorty〉, 〈Cherished Memories〉 3곡을 완성해냈다. 코크런이 스스로 프로듀싱한 최신 싱글 〈Hallelujah, I Love Her So〉가 미국에서 쫄딱 망했기에 그날은 워론커가 프로듀서로 들어앉아 뻗대고 있었다. 이 세션에서 크리케츠와 코니 스미스가 백업을 맡았다. 아래는 크리케츠의 소니 커티스의 회고.
| “ | 시 워론커 씨는 음악적으로 너무 올바른 사람이었는데 우리가 너무 세션을 서두른다고 생각했다. 우리는 "그게 로큰롤이에요, 참."이라고 말했다. 그러건 말건 워론커는 메트로놈을 가져다 놓고 우리를 지휘하려 했고 그게 참으로 일을 혼란스럽게 했다. 드러머를 따라야 할지 그를 쳐다봐야 할지, 어쩔지 도무지 몰랐다. 나는 그가 떠나서 우리가 일을 처리하도록 하는 게 돕는 거라 생각했고 실제로 그렇게 되었다. 스너프 가렛이 실제 프로듀싱을 진행하였고 기술적 문제에 있어 큰 도움을 주었으나 코크런이야말로 우리 밴드의 진정한 리더였다. 그가 제안을 하고 어떻게 해야 할지 지침을 내려주었다. | ” |

코크런은 이튿날 10일에 미리 입국하여 투어가 시작되기 전 《보이 미츠 걸》이라는 프로그램에 게스트로 출연하였다. 16일에 있었던 방송은 코크런의 첫 영국 텔레비전 데뷔였다. 당시 영국은 1957년과 58년에 빌 헤일리, 버디 홀리, 제리 리 루이스가 온 것을 제외하면 미국의 로큰롤 음악인들이 많이는 찾아오지 않았기에 코크런은 상당한 환영을 받았다. 당시 영국은 고속도로 시스템이 개발도상이었기 때문에 코크런은 필연성에 의해 영국철도를 타고 투어를 다녔다. 개구쟁이 코크런은 기차 안에서 비상신호줄(communication cord)을 잡아당기고 경비에게 5 파운드 벌금을 내는 스릴을 즐겼다고 한다. 또한 코크런은 고국으로 돌아가 가족을 만나기를 고대했고, 행크 코크런에게 전화하여 내슈빌에서의 새로운 출판계약을 축하하기도 했다.

## 죽음

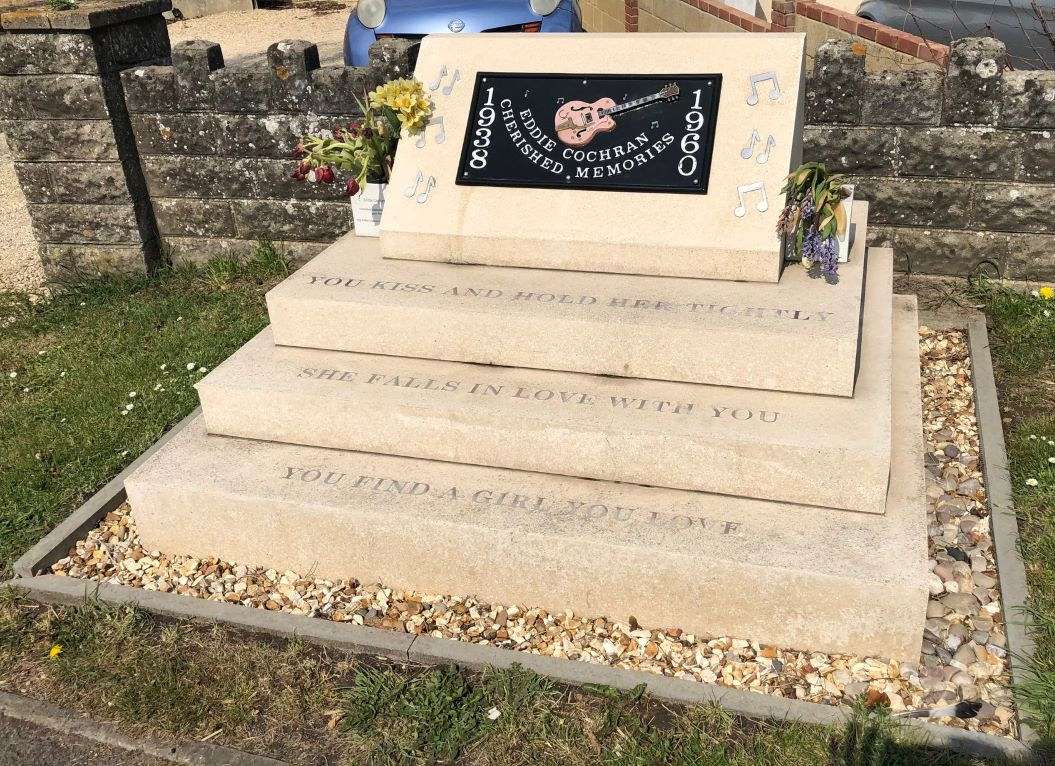
에디 코크런 기념비. 치프넘 로덴 힐에 위치.

4월 11일 브리스톨 히포드롬에서의 공연을 마치고 그곳에서 가장 큰 호텔이던 더 로열에서 묵었다. 당시 코크런은 우울증에 시달리고 있었으며 코크런과 빈센트 모두 과음을 해댔다. 그로부터 사흘 후 샤론 실리가 이들에 합류하였다. 코크런은 이즈음 공연에 대한 열정을 잃었으며 웨스트컨트리의 관중들은 보다 의례적인 공연을 볼 수밖에 없었다. 투어 마지막 날 아침 음악인들 앞으로 비행기 티켓이 배송되어왔다. 봉투를 찢어 열은 코크런은 이렇게 외쳤다. "이것 보게나 제군. 미국으로 가는 진짜배기 티켓이라네." 투어 매니저 패트릭 톰킨스는 "그날 내내 그들이 한 것이라곤 가만 앉아서 그 티켓을 보는 것 뿐이었다."고 회고했다.
당일 영국의 가수 조니 젠틀이 자가용을 끌고 브리스톨을 찾아와 감기에 걸려 공연하지 못하는 조연 중 한 명의 대타로 나섰다. 자신의 여자친구와 다른 한 커플이 그와 동행하였는데 10시 30분 마지막 공연이 있은 후 탈의실 앞의 복도에서 젠틀은 코크런 일행과 마주쳤다. 다음은 젠틀의 회고. "다른 공연자들은 다들 버스를 타고 공연하러 왔지만 저는 다른 사람의 대타로 왔기에 자가용을 타고 왔습니다. 에디는 그것을 알고 제게 만일 런던으로 돌아가는 거라면 자신과 진, 샤론도 같이 태워달라고 부탁하였습니다. 샤론은 그의 바로 옆에서 "부탁이에요."라고 하더군요. 그렇지만 짐으로 꽉 차있던 차에는 고작 두 명밖에 더 들어갈 수 없는 상황이었습니다. 그게 아니었다면 그들을 태웠을 텐데요. 그는 그러자 택시를 빌려야겠다 하더군요..." 코크런은 히스로 공항에서 1시에 이륙하는 비행기를 예약했고 런던으로는 원래 기차를 타고 돌아갈 생각이었으나 웨스트컨트리에서 밤에는 기차운행을 하지 않음을 알고 대신 택시를 타고 돌아가기로 결정했다.
택시를 이끌고 온 운전사는 19세의 조지 마틴(George Martin)이라는 청년이었다. 트렁크에 짐을 실은 후 빈센트, 코크런, 셜리, 팻 톰킨스는 11시에 그랜드 호텔을 나섰다. 아직 영국에서 고속도로가 부설되기 전이었기에 런던으로 가기 위해서는 동남쪽으로 10 마일 떨어진 배스까지 간 후에 런던으로 가는 간선도로를 타야 했다.
배스에서 런던으로 가는 도로에서였다. 차는 어두운 윌트셔의 밤을 뚫고 시속 70 마일의 속도로 주행했다. 4월 16일 자정에 가까운 시각, 택시는 브리스톨에서 20 마일 정도 떨어진 소도시 치프넘의 변두리에 도달했다. 팻 톰킨슨으로부터 당시 자초지종을 직접 들은 할 카터는 이렇게 회고하였다. "도로는 최근에 재포장을 한 상태였습니다. 그리고 운전사는 코크런을 돌려보내고자 미친 듯이 차를 달렸습니다. 그리고 길을 잘못 들어 브리스톨로 돌아갈 상황에 처했습니다. 팻이 도로표지판을 보고 그더러 "이보게, 자네 길을 잘못 들었어. 방금은 왼쪽으로 틀었어야지. 돌아가고 있잖은가." 하고 말했습니다. 그러자 운전사는 브레이크를 밟았습니다." 마틴은 도로의 곡률을 잘못 판단했고 택시는 제어를 잃고 연석에 부딪혔다. 그 충격으로 차는 빙글빙글 회전했고 뒤로 미끄러지던 차는 핀볼처럼 도롯가의 양쪽 연석에 차례로 튕기며 150 야드를 나아갔으며 콘크리트 램프에 옆으로 충돌하고서야 멈추었다. 충격으로 인하여 코크런은 먼저 차 지붕으로 내던져졌으며 이내 벌컥 열린 문을 통하여 밖으로 튕겨나갔다. 뒷자석 반대편의 빈센트는 쇄골 골절을 당했고 실리는 허리에 부상을 입었다. 앞좌석의 마틴과 톰킨스는 무사했다.
코크런을 비롯한 승객들은 배스의 세인트 마틴 병원으로 이송되었으며 응급요원의 치료를 받았다. 코크런은 의식을 회복하지 못했고 뇌수의 극심한 열상으로 인하여 오후 4시에 사망하였다. 16시간 후 영국에서 코크런의 죽음은 신문에서 대서특필되었으나 록 스타가 일회용품처럼 취급되던 고국 미국에서는 마이너한 보도에 그쳤다.
코크런의 시신은 4월 25일 캘리포니아주 글렌데일의 포레스트 론 공동묘지에 매장되었다. 친척과 막역한 친구 수인이 참여한 조촐한 장례식이었다. 코크런의 죽음으로부터 2주 후 첫 사후싱글 〈Three Steps To Heaven〉이 발표었으며 영국에서는 6월 1위를 달성하였으나, 미국에서는 완전히 실패하였다.

## 사후
1963년 하인즈 버트와 프로듀서 조 믹은 코크런을 기리는 노래 〈Just Like Eddie〉를 발표, 차트 톱 5의 히트를 기록하였다.
1964년 사후앨범 《My Way》이 발표되었다. 코크런이 워낙에 많은 곡을 녹음해두었던지라 영국의 음반사 록스타 레코드는 생전보다도 사후에 더 많은 그의 음반을 내보낼 수 있었다.
사후 빅 보퍼, 버디 홀리, 리치 밸런스 3인이 비행기 사고로 사망한 일을 기린 〈Three Stars〉의 코크런의 커버가 발표되었다. 코크런의 목소리는 밸런스와 홀리의 파트를 부를 때 갈라지고 있다.
1987년 코크런은 로큰롤 명예의 전당에 헌액되었다. 또한 로커빌리 명예의 전당에도 헌액되었다. 1988년 코크런의 싱글이 재발표되기 시작하였으며 이때 〈C'mon Everybody〉는 영국에서 14위를 달성하기 이르렀다. 《롤링 스톤》은 2003년 선록한 역사상 가장 위대한 기타리스트 100인에서 코크런을 84위에 올린다.
2010년 9월 27일 캘리포니아주 벨 가든의 시장은 2010년 10월 3일을 '에디 코크런의 날'로 선언하였다.
2022년 코크런의 고향의 한 길이 그의 이름을 따서 명명되었다.